# Us (glagoljsko slovo)
Us (ili ons, zvano i veliki jus; stsl. ǫsъ) je naziv za slovo glagoljice i stare ćirilice. 
Koristilo se za zapis glasa /ǫ/, koji se vjerojatno izgovarao kao nazalni /o/. Glas je u hrvatskim narječjima nestao i prešao u u (rǫka > ruka), a npr. u slovenskom u o (rǫka > roka). Nazalni glasovi postoje i danas u poljskom, npr. u imenu Lech Wałęsa.
Slovo nije imalo brojevnu vrijednost. Očito je nastalo spajanjem on i es.
Standard Unicode i HTML ovako predstavljaju slovo us u glagoljici:
|                 | Unikod | Unikod                            | HTML     | HTML | izgled ovisi o pregledniku | poveznice (engl.)                |
| k. točka        | naziv  | kod                               | entitet  |      | izgled ovisi o pregledniku | poveznice (engl.)                |
| --------------- | ------ | --------------------------------- | -------- | ---- | -------------------------- | -------------------------------- |
| veliko slovo us | U+2C28 | GLAGOLITIC CAPITAL LETTER BIG YUS | &#x2C28; | nema | Ⱘ                          | detaljni podaci test preglednika |
| malo slovo us   | U+2C58 | GLAGOLITIC SMALL LETTER BIG YUS   | &#x2C58; | nema | ⱘ                          | detaljni podaci test preglednika |

## Napomene
1. ↑  Nazivi glagoljskih slova izvorno su na staroslavenskome, koji ima neke glasove kojih u hrvatskome nema. Prilagodba originalnih naziva na hrvatski nije jednoznačna. Nazivi ovdje su prema tablici u Hrvatskoj općoj enciklopediji, svezak 4, »Glagoljica«, s tim da se nazalni glasovi ę i ǫ, koji se u enciklopediji bilježe kao en i on, zamjenjuju s e i u, što su najčešći odrazi tih glasova u hrvatskom (stsl. imę, rǫka prema hrv. ime, ruka). To donekle odstupa od uvriježenih naziva u dijelu literature.

## Poveznice
- hrvatski jezik
- staroslavenski jezik
- slovenski jezik
- es

## Vanjske poveznice
- Definicija glagoljice u standardu Unicode (PDF) (eng.)
- Stranica R. M. Cleminsona, s koje se može instalirati font Dilyana koji sadrži glagoljicu po standardu Unicode  Arhivirana inačica izvorne stranice od 29. listopada 2005. (Wayback Machine) (eng.)